# Barbouze
Historiquement, une (ou un) barbouze est un militant ou un sympathisant gaulliste chargé, en Algérie, de la lutte contre l'Organisation de l'armée secrète (OAS) par des méthodes que ne peuvent employer officiellement ni la police, ni l'armée, ni les services secrets. Les barbouzes agissent de façon semi-clandestine : « en fausse barbe », d'où leur surnom. Leur effectif n'aurait pas été supérieur à 300 hommes, mais certaines sources mentionnent un nombre sensiblement inférieur. Leur activité se limite à la période qui va de novembre 1961 à mars 1962 et leurs actions sont circonscrites au territoire de l'Algérie. Ils sont liés au Mouvement pour la communauté, créé en 1959 par Jacques Dauer afin de soutenir la politique du Général de Gaulle en Algérie.
Par extension, ce terme désigne un agent du Service de documentation extérieure et de contre-espionnage (le SDECE) et tout agent secret sans distinction. Cette généralisation est notamment liée au succès du film de Georges Lautner Les Barbouzes, sorti en 1964, qui est une parodie des films d'espionnage.

## Étymologie
Barbouze est un mot d'argot employé au début du XXe siècle pour désigner la barbe (dérivé de ce mot avec un suffixe dépréciatif). Par extension, dans les années 1960, il désigne un « agent de police parallèle » ou « agent des services secrets ». C'est pour cette raison que, bien que les barbouzes soient des hommes dans la plupart des cas, on a toujours dit « une barbouze » (même si aujourd'hui, l'acception masculine est autorisée).

## Histoire

### Genèse
Le 8 janvier 1961, le référendum sur l'autodétermination est approuvé par plus de 75 % des votants en métropole et 69 % en Algérie. Pour les partisans de l'Algérie française, ce référendum annonce la fin. Le mois suivant, un groupe, exilé à Madrid à la fin de l'année 1960 pour échapper au procès de la semaine des barricades, se forme autour du général Salan, de Pierre Lagaillarde et de Jean-Jacques Susini et crée l'Organisation Armée Secrète (OAS). En avril, à la suite de l'échec du putsch des généraux, une partie des militaires insurgés déserte et rejoint la lutte clandestine dans les rangs de l'OAS, avec de nombreux civils. L'Organisation lance en Algérie et en métropole une campagne d'attentats et d'assassinats contre l'État et les personnalités favorables à l'indépendance de l'Algérie.
L'armée et les services de police sont engagés contre l'OAS. Toutefois, la difficulté organique des services spéciaux, la DST, la Sécurité militaire et surtout le SDECE, à jouer un rôle efficace dans la lutte contre l'OAS en Algérie se double d'une réticence marquée de leurs membres, dont bon nombre ont combattu le FLN ou ont des sympathies pour l'Algérie française. Le gouvernement ne peut donc venir à bout de l'OAS avec des méthodes classiques. Selon André Passeron, « c'est de ce refus et de cette incapacité, mais aussi du terrain favorable à la prolifération des organismes occultes et des mouvements clandestins sous ce régime, que sont nés ceux qu'on appelle communément (…) les barbouzes ».
Ce nom est consacré par le journaliste Lucien Bodard qui a surpris une conversation privée entre Michel Hacq directeur de la police judiciaire, le député Robert Abdesselam et Jacques Dauer. Dauer et Hacq font part à Abdesselam de la création de réseaux destinés à lutter contre les activistes de l'OAS. Il s'agit de groupes autonomes, sans sujétion à l'égard des autorités, agissant par leurs propres moyens et ne dépendant que des instances les plus hautes. Ils agissent largement en dehors de l'armée et de la police et l'identité de leurs membres ne sera pas divulguée. Bodard publie son article dans France-Soir le 2 décembre 1961 sous le titre : Carte blanche aux « barbouzes » pour liquider I'OAS. Bodard emprunte ce mot aux livres d'espionnage écrits par Dominique Ponchardier (alias Antoine Dominique) dans lesquels les membres des services secrets s'appellent ainsi car ils sont réputés porteurs de fausses barbes. Le terme sera abondamment repris dans la communication de l'OAS.
Les initiateurs de la lutte contre l'OAS au moyen d'« auxiliaires de police » et des méthodes « non classiques » sont les dirigeants de plusieurs mouvements gaullistes ayant participé à la campagne du référendum : Lucien Bitterlin, Yves Le Tac, André Goulay et Jacques Dauer. Ils se regroupent sous l'égide du MPC, devenu localement Mouvement pour la Coopération, dont l'objectif est de tenter un rapprochement sincère entre les deux populations d'Algérie. Les hommes du MPC lancent une campagne d'affichage sur les thèmes « Paix en Algérie par l'autodétermination » et « Ni la valise ni le cercueil, mais la coopération ». Cependant ils se trouvent rapidement confrontés à la violence de leurs adversaires de l'OAS. Dauer et Raymond Schmittlein, président du groupe UNR à l'Assemblée rencontrent Louis Joxe, ministre des Affaires algériennes et lui demandent des moyens d'action pour les gaullistes en Algérie afin de mener la lutte politique contre l'OAS. Joxe intervient auprès du Délégué général Jean Morin qui, le 31 octobre, accepte d'aider Bitterlin et ses amis. Les contacts sont assurés par son directeur de cabinet Louis Verger et son chef de cabinet Claude Vieillescazes. Le colonel André, alias Laurent, assure la liaison avec la Sécurité Militaire.
Approché par André Goulay, l'avocat Pierre Lemarchand, ancien résistant dans le mouvement « Défense de la France », ancien responsable du RPF gaulliste dans la Seine, met en place les modalités de lutte contre l'OAS, avec Roger Frey, ministre de l'intérieur. Le nom d'Alexandre Sanguinetti, adjoint au cabinet de Frey, est parfois cité parmi les initiateurs du mouvement ; cependant, Pierre Lemarchand explique que les sympathies de ce dernier à l'égard de l'Algérie française interdisent de l'associer à la lutte anti-OAS en Algérie.

### Recrutement
Lucien Bitterlin, Dominique Ponchardier, Pierre Lemarchand et André Goulay s'appuient sur le MPC pour monter les équipes d'« auxiliaires de police ». Jacques Dauer refuse d'entériner cette évolution et ne participe pas aux actions violentes des barbouzes. Lemarchand, Bitterlin et Ponchardier travaillent en coordination avec les policiers de la Mission C de Michel Hacq, directeur de la police judiciaire. Ces brigades anti-OAS se mettent en place en même temps que les barbouzes. Elles comptent au total deux cent cinquante policiers, qui travaillent indépendamment des policiers locaux. Ils sont détachés à la direction de la sûreté nationale d'Algérie, qui dépend directement de Jean Morin. Michel Hacq se rend régulièrement à Alger pour organiser l'action de la Mission C.
Devant la Commission d'enquête parlementaire sur les activités du Service d'action civique, Lucien Bitterlin distingue trois filières de recrutement :
- une filière locale composé de quelques Algériens,
- la filière des militants de l'UNR et du MPC, qui prennent un mois de congé pour venir en Algérie.
- des Français qui habitent en Algérie, ce qui ne manque pas de faire courir des risques à leur famille.

Pierre Lemarchand complète ce tableau par une filière d'« hommes d'action » rémunérés, parmi lesquels plusieurs Vietnamiens spécialistes en arts martiaux, recrutés par Jim Alcheik, professeur de judo de ses enfants. Ce groupe d'hommes se baptise « Le Talion ».
Les barbouzes recrutés par Lemarchand arrivent à Alger en octobre et novembre 1961 et s'installent dans des villas de la périphérie, avec les hommes de Bitterlin. Des armes et des explosifs leur sont transmis par la Sécurité militaire. La Délégation générale leur débloque un budget. Bitterlin cite un montant de 150 000 francs pour le premier mois et 600 000 francs pour les trois mois suivants. Ces sommes sont consacrées à l'achat de véhicules, la location de maisons et le salaire des équipiers : 1 500 francs par mois pour les exécutants et 3 000 francs pour les responsables. La Délégation et la Sécurité Militaire leur fournissent des armes et des documents officiels : laisser-passer, permis de port d'arme, etc..
Selon Pierre Lemarchand, les effectifs des barbouzes sont de 300 hommes. Lucien Bitterlin parle d'un maximum de 200 hommes, dont une centaine de cadres permanents. L'historien Jacques Delarue mentionne un recrutement par Lemarchand de 20 ou 30 personnes seulement. Il se fonde sur le nombre de victimes (19) de l'attentat de la villa d'El Biar qui constitue fin janvier 1962 le seul refuge des barbouzes à Alger.

### Les premières actions
Le 13 novembre, les hommes de Dauer et Bitterlin lancent une campagne d'affichage à Alger et Orléansville ; parallèlement, le MPC publie des communiqués incitant les Européens à se démarquer de l'OAS, dont les activistes commencent à prendre à partie les colleurs d'affiche du MPC. À partir du 20 novembre, les barbouzes commettent leurs premiers attentats contre des bars fréquentés par des hommes de l'OAS. Ces plastiquages font des dégâts mais pas de victime.
Le 2 décembre, France-Soir révèle la présence des barbouzes à Alger et la nature de leurs opérations. De nouvelles recrues arrivent le 5 décembre. L'OAS parle des barbouzes comme de « SS gaullistes ».
Le 12 décembre, une attaque est menée par les Commando Delta de l'OAS contre une villa située rue Séverine, dans le quartier La Redoute, qui abrite une équipe de barbouzes sous l'autorité de Lucien Bitterlin et André Goulay. À 8 heures du matin, les commandos Delta ouvrent le feu sur un véhicule sortant du garage et dans lequel se trouvent Bitterlin et Goulay. Les occupants sont touchés. Goulay, assez sérieusement blessé et Bitterlin, plus légèrement, sont secourus par des voisins. Ils sont transférés à l'Hôpital militaire Maillot. Le surlendemain, un commando de l'OAS fait irruption et mitraille les hommes en faction avant de prendre la fuite. André Goulay est rapatrié en métropole.

### Affrontements avec l'OAS et renseignement
Le MPC se structure sur les quatre secteurs où il dispose de militants actifs : Alger (dont le responsable est Jean Dubuquoy), Oran (dirigé depuis Strasbourg par Gaston Pernot), Orléansville (Guy Gits) et Aïn Taya (Marcel Hongrois). Les barbouzes développent un réseau de renseignement par l'intermédiaire notamment de Jacques Despinoy, alias le colonel Foyer. Directeur dans un service de formation de la jeunesse, il dispose de nombreux informateurs en Algérie. Robert Lavier, alias Boissière, animateur du mouvement Défense de la République française est également un agent très actif dans ce domaine. Le cheikh Zékiri apporte le concours de jeunes arabes nationalistes se disant désireux d'aider la France. Les hommes de Bitterlin communiquent à la Mission C et à la Sécurité Militaire les listes de suspects transmis par leurs informateurs, ce qui amène à de nombreuses arrestations.
Le FLN prend contact avec Lucien Bitterlin et lui demande des armes pour s'associer aux actions contre l'OAS. Bitterlin refuse mais obtient néanmoins du FLN une liste de membres de l'OAS qu'il transmet à Michel Hacq. D'autres informations suivent, permettant notamment la découverte d'un dépôt d'armes et la reconstitution de l'organigramme de l'OAS d'Alger. C'est Marcel Hongrois, responsable du MPC d'Aïn Taya, qui a été contacté par Ben Youcef, responsable local du FLN. Il a obtenu qu'aucun attentat ne serait commis dans le secteur par le FLN contre les Européens ou les forces de l’ordre du secteur Aïn-Taya Maison-Blanche et que le FLN fournirait à Hongrois les renseignements en sa possession concernant l'OAS. Pour sceller cet accord, Hongrois a remis à Ben Youcef son fusil Mauser. Il lui sera reproché par la suite d'avoir « armé le FLN ».
Les autorités de la Délégation générale apprécient le travail de renseignement mais déplorent le manque de discrétion des barbouzes, qui se heurtent fréquemment à l'hostilité de la population européenne. Le 29 décembre, Jacques Dauer demande à Bitterlin de suspendre les activités politiques du MPC. Celui-ci refuse. Ses équipes continuent leurs actions d'affichage et de distribution de tracts en faveur de l'autodétermination et de la coopération. Ils posent également des charges de plastic dans des lieux publics réputés pour être des points de ralliement de sympathisants de l'OAS, ainsi qu'au domicile des responsables de l'OAS de la banlieue est d'Alger.
Le 31 décembre, les hommes de Jim Alcheik qui logent dans une villa de la rue Faidherbe subissent une attaque au bazooka et au fusil mitrailleur de la part des commandos Delta. La fusillade dure une vingtaine de minutes et ne fait que des blessés parmi les protagonistes. En revanche un car de police survenu sur les lieux a essuyé des coups de feu qui ont tué un inspecteur. Les barbouzes sont contraints de se regrouper dans une villa de la rue Fabre. Informés de la décision de Dauer de suspendre leurs activités et rapatrier ceux qui le souhaitent, ils décident de rester à Alger et de poursuivre la lutte contre l'OAS. Le Premier ministre Michel Debré demande à Jean Morin de mettre un frein aux activités des barbouzes, mais celui-ci n'en a cure : il considère que l'action des hommes de Bitterlin est utile.
Le 4 janvier, différents renseignements font craindre que l'OAS ne déclenche une attaque afin de prendre le contrôle total de la région d'Alger, incluant la cité administrative de Rocher-Noir où se trouve la délégation générale. Certaines sources font état de la présence du colonel SS Otto Skorzeny, spécialiste des coups de main, aux côtés des activistes de l'OAS. On apprend d'autre part la disparition d'un hélicoptère de la SN REPAL, société pétrolière dont le personnel est favorable à l'OAS. Le Délégué général Jean Morin, craignant un coup de force contre Rocher-Noir, convoque les barbouzes pour assurer sa protection. C'est une fausse alerte. Grâce aux renseignements fournis par Jacques Despinoy les hommes de la Mission C arrêtent les plastiqueurs qui devaient opérer à Rocher-Noir et s'emparent de documents de l'OAS. On y découvre des comptes-rendus de réunions tenues chez le général Charles Ailleret, commandant supérieur interarmées en Algérie. Furieux, celui-ci fait procéder à une réorganisation complète du service action du SDECE. Il a appris que des éléments du 11e Choc se trouvaient inexplicablement à proximité de Rocher-Noir, alors qu'ils n'avaient rien à y faire.

### La fin des barbouzes
Le 10 janvier, Lucien Bitterlin, Pierre Lemarchand, André Goulay et Jim Alcheik, de passage en métropole, se voient interdire de retourner en Algérie. Le Premier ministre souhaite ainsi mettre fin aux activités des barbouzes. Le 23 janvier, Dominique Ponchardier intervient pour permettre à Alcheik de regagner Alger. Dans les jours qui suivent, sur les indications de Marcel Hongrois, Alcheik arrête deux hommes, Alexandre Tislenkoff et Henry Vinent. Tislenkoff est un technicien responsable des émissions pirates de l'OAS à la télévision. Vinent est son chauffeur. Les deux hommes sont conduits à la villa d'El Biar, rue Favre. Interrogés et « sérieusement malmenés », les deux hommes indiquent la cache où se trouve un émetteur, après quoi ils sont enfermés dans la villa, en compagnie d'un troisième homme nommé Gosselin.
Le 29 janvier, du matériel d'imprimerie est livré à la villa. Les caisses ont été piégées. Les hommes de Degueldre ont pris connaissance du pseudonyme utilisé par Alcheik et ont été informés par un commissaire de l'aéroport de l'arrivée du matériel adressé à ce nom. Plus de cent kilos d'explosifs et plusieurs grenades ont été placés dans les caisses. Vers 17 heures, une forte explosion a lieu, faisant s'effondrer une grande partie de la villa et causant 19 victimes, dont Alcheik. Il n'y a que neuf survivants, dont les trois hommes détenus par le groupe. Le concepteur de la « machine infernale » serait un artificier de la Légion. Pierre Lemarchand estime pour sa part que, compte tenu du mécanisme de l'explosion, du soin mis à sa conception et du fait que ce type d'action n'est pas familier aux commandos Delta, l'artificier doit être « quelqu'un du SDECE lié à l'OAS ».
Raoul Salan, chef de l'OAS, diffuse un communiqué pour féliciter les exécutants de l'attentat. Dominique Ponchardier envoie une nouvelle équipe sous les ordres de Robert Morel, un ancien du RPF. Elle s'installe le 12 février à l'hôtel Radjah, dans le quarter de La Redoute, en compagnie des survivants de l'équipe d'Alcheik.
Le jour même, les commandos de l'OAS attaquent l'hôtel Radjah, sans que les forces de l'ordre n'interviennent. Les barbouzes ripostent et font trois victimes dans les rangs de l'OAS. Le 18, les commandos Delta donnent l'assaut en utilisant des armes lourdes et deux half-tracks. Les derniers barbouzes prennent la fuite et se réfugient dans une caserne de gendarmerie. Quatre d'entre eux accompagnant un camarade blessé à l'hôpital Maillot sont mitraillés par les hommes de l'OAS. Leur véhicule est incendié.
Entre le 11 et le 19 février, des pourparlers s'engagent entre le gouvernement français et des émissaires du GPRA. Le 25 février, Salan diffuse auprès des responsables de l'OAS une instruction visant à organiser l'insurrection dans les campagnes et les centre urbains, applicable dès la signature d'un accord entre le gouvernement français et le FLN. Une ambiance de guerre civile règne à Alger et Oran. Les barbouzes survivants sont assiégés dans ce qui reste de l'hôtel Radjah. Jean Morin décide de les faire rapatrier début mars.
Les barbouzes sont parfois mentionnés comme responsables de l'enlèvement et de l'exécution de l'ingénieur Camille Petitjean : le 27 février plusieurs hommes armés et brandissant des cartes de policiers viennent interpeller Petitjean sur son lieu de travail aux usines Berliet de Rouïba. Son corps est retrouvé vers la mi-mars. Il a été tué de sept balles dans la tête. Certains témoins assurent avoir vu des effets appartenant à l'ingénieur à l'hôtel Radjah, qu'ont réintégré les barbouzes après l'attaque du 18.

### Bilan et controverses
Selon Pierre Lemarchand, la lutte contre l'OAS fit une centaine de victimes parmi les barbouzes, sur les 300 qui se succédèrent en Algérie. L'historien Jean Monneret indique 87 victimes sur 200, nombre repris par Jérôme Poirot dans son Dictionnaire du renseignement. Lucien Bitterlin donne le nombre de 27 morts au total.
Yves Courrière considère « qu'en regard des pertes énormes subies, les barbouzes n'avaient guère porté de coups efficaces à l'OAS. En revanche, leurs agissements peu discrets et le retentissement qu'ils avaient eu tant dans la presse que dans les conversations de trottoir avaient réussi à persuader la population qu'une véritable armada gaulliste s'était implantée à Alger. En outre leurs renseignements avaient permis à la Mission C d'attaquer violemment l'infrastructure de l'OAS (…) Entre le 5 décembre 1961 et le 20 février, la mission C avait arrêté 604 membres de l'OAS ».
Lemarchand estime que « notre action avait permis d'éviter que la guerre franco-française déclarée par Salan et les siens ne s'éternise et élimine la communauté française par autodestruction ».
Jean Monneret écrit : « Beaucoup de questions se posent à propos de l'activité des barbouzes, dont l'efficacité comme les méthodes furent des plus discutables. À quoi ont servi ces hommes, peu nombreux, mal armés et dont les chances, face aux commandos de l'OAS, étaient bien minces ? Certains affirment que les barbouzes ont servi à leurrer l'OAS en l'entraînant vers des cibles secondaires tandis que se mettait en place, discrètement, la Mission C (…) De nombreux chefs de l'OAS, comme le docteur Perez, accordent du crédit à cette théorie. Toutefois, pour Jean Morin, alors délégué général en Algérie, comme pour Vitalis Cros, alors préfet de police d'Alger, une conclusion s'impose : ce rôle de leurre, les barbouzes ne l'ont joué que par hasard »,.
Jacques Delarue parle d' « amateurisme forcené. On a envoyé ces gens là à la mort car personne d'entre eux n'avait la moindre idée de ce qu'était la lutte clandestine ».
Lucien Bitterlin considère que son mouvement a « prouvé sur le plan politique qu'il était possible de créer un dialogue entre les Algériens nationalistes et les Français gaullistes, libéraux (…) Ils en déduisirent donc que le gouvernement français qui soutenait ce mouvement en Algérie, était réellement décidé à ce que des accords pour un cessez-le-feu soient signés au plus tôt, puis qu'un référendum permette aux Algériens de choisir librement leur destin ».

### Dissolution
Les corps de huit victimes de l'attentat d'El Biar non réclamés par leur famille sont rapatriés en métropole et inhumés en toute discrétion, pour des raisons de sécurité, dans la commune de Santeny le 24 février 1962.
Le Délégué général Jean Morin leur rend hommage en ces termes : « (…) Ces hommes ont voulu rester en Algérie au-delà de toute raison, pris qu'ils étaient dans l'engrenage qui va de la politique au renseignement et du renseignement à la mort. Ils ont été fort utiles, je le dis et le redis. Ils sont morts courageusement, dans la maison où ils s'abritaient et ils ont été enterrés dans la clandestinité. Le pouvoir avait honte d'eux, lui qui était allé les chercher ».
La mission des barbouzes prend fin sur ordre du ministre de l'Intérieur Roger Frey le 8 mars 1962.
Le 21 février 1966, le général de Gaulle lors d'une conférence de presse, reconnaît l'existence et le rôle des barbouzes en faisant la déclaration suivante : « Qui ne sait que plus tard, pour s'informer de ce que tramaient les organisations subversives en Algérie et dans la métropole, le service d'ordre a utilisé des éléments clandestins ? »

## Évocations ultérieures dans la vie politique française
Dès lors que des officines privées apparaissent dans des affaires ou qu'il y a des doutes sur la probité de fonctionnaires, le terme de « barbouze » est rapidement évoqué. Quelques affaires sont rappelées ci-dessous à titre d’exemples, qu'il s'agisse de personnes citées comme étant des barbouzes ou que les agissements mis en accusation pourraient s'apparenter à des « méthodes de barbouzes ».

### Affaire Saint-Aubin
Le 5 juillet 1964, aux Esclapes (commune de Puget-sur-Argens), près de Fréjus (Var), deux jeunes gens, Jean-Claude Saint-Aubin et Dominique Kaydasch, fils et fille de commerçants dijonnais, sont tués dans un accident de la route. Leur voiture, une Volvo immatriculée en Suisse, s'écrase contre un arbre. Les parents Saint-Aubin n'acceptent pas la version officielle de la gendarmerie (accident dû à une vitesse excessive sur une route mouillée) et affirment que leur fils a été victime par méprise d'un attentat des services secrets français traquant les derniers membres de l'OAS, au sortir de la guerre d'Algérie, en l’occurrence Jean Méningaud, le trésorier de l'OAS, qui utilisait une voiture similaire. Un camion militaire aurait provoqué l'accident. Un harki, Mohamed Moualkia, assure en avoir été témoin.
Le Procureur de la République de Draguignan prend rapidement une décision de classement sans suite qui ne sera pas remise en cause, malgré les multiples recours exercés par M. et Mme Saint-Aubin. On dénombre vingt-cinq décisions rendues par divers tribunaux et la presse parle de « marathon judiciaire exceptionnel », mais aussi de « raison d'État ».
Cependant, en 1990, à la suite d'interventions politiques, notamment celles du Président de la République François Mitterrand et de Robert Badinter, le ministère de la Justice alloue aux parents Saint-Aubin une indemnité de 500 000 francs pour mauvais fonctionnement de l'institution judiciaire. Le ministère de la Défense refuse de s'associer à cette indemnisation.
Cette affaire, qui a connu de multiples rebondissements (la découverte de faux, la disparition du dossier, une reconstitution officielle mais secrète sur les lieux, la mort suspecte de Moualkia ou les révélations d'un officier supérieur) n'a jamais été véritablement élucidée. Elle donne lieu à divers ouvrages et films qui soulignent le courage et l'opiniâtreté d'Andrée Saint-Aubin décédée en 2003.

### Affaire Boulin
Il existe deux versions concernant la mort brutale fin octobre 1979 de Robert Boulin, ministre du Travail de Valéry Giscard d'Estaing : celle officielle du suicide, bien qu'une information judiciaire ait à nouveau été ouverte en 2015 pour « arrestation, enlèvement et séquestration suivis de mort ou assassinat » ; l'autre version est celle du meurtre organisé.
La version du meurtre, et de sa dissimulation par le procureur de Versailles, évoque l'œuvre de barbouzes.

### Tuerie d'Auriol
Six personnes sont assassinées dans la nuit du 18 au 19 juillet 1981 près d'Auriol (Bouches-du-Rhône) dans la bastide familiale de Jacques Massié, chef de la section locale du service d'action civique (le SAC) de Marseille. Massié est soupçonné par son adjoint, Jean-Joseph Maria, de vouloir les trahir en remettant à des mouvements de gauche les dossiers locaux du SAC ; les assassinats sont organisés par Maria et l'un de ses fidèles, Lionel Collard. Cette tuerie conduit[réf. nécessaire] en 1982 à la dissolution du SAC, considéré[Par qui ?] comme une officine de barbouzes.

### Affaire des Irlandais de Vincennes
Il s'agit de l'incrimination à tort d’Irlandais logés à Vincennes car des gendarmes affectés à l'Élysée auraient dissimulé des armes et des explosifs chez les Irlandais pendant une perquisition, ce dans le cadre de la lutte anti-terroriste en cours en 1982 et 1983.

### Affaire des écoutes de l'Élysée
Il s'agit d’écoutes téléphoniques illégales, diligentées par la cellule anti-terroriste de l'Élysée de 1983 à 1986, dans le but d'empêcher la diffusion d'informations personnelles concernant François Mitterrand.

### Affaire Benalla
Dans l'affaire Benalla en 2018, qui met en cause les services du président de la République française Emmanuel Macron, des personnes de l'entourage d'Alexandre Benalla à l'Élysée ont été qualifiées de « barbouzes » par le secrétaire général de l’Unité SGP Police-Force Ouvrière auditionné par la commission d'enquête du Sénat.

### Affaire des barbouzes de la DGSE
L' affaire des barbouzes de la DGSE est une affaire criminelle qui met en cause deux agents de la Direction générale de la Sécurité extérieure qui auraient exécuté des contrats de tueurs pour différents commanditaires. Le premier de ces contrats est mené à son terme en 2018, par l'assassinat de Laurent Pasquali.
Les enquêteurs envisagent l'hypothèse de leur participation dans une dizaine d'affaires, toutes n'ayant pas forcément conduit à des meurtres. Comme la surveillance d'un concurrent à la mairie de Saint-Maur-des-Fossés en 2014 par le maire alors en place Henri Plagnol ou encore la tuerie de Chevaline.

## Dans la littérature
Dominique Ponchardier, chargé de mission pour contrer l'OAS lors de la guerre d'Algérie crée en 1954, sous le pseudonyme d'Antoine Dominique, le personnage du Gorille dans la collection Série noire, emploie dans plusieurs romans d'espionnage de cette série le substantif « barbouze » pour désigner les agents secrets.
Par ailleurs, l'écrivain français Charles Exbrayat signe, en 1965, un roman d'espionnage humoristique intitulé Mandolines et Barbouzes.

## Culture populaire, chanson
Les Frères Jacques ont chanté une chanson comique intitulée Les Barbouzes (texte de Jacques Debronckart) qui met en scène un groupe de « flics pas ordinaires » chargés d'escorter les hauts personnages, experts en close combat, mais que leur exigeant service prive de relations féminines… avec de regrettables conséquences.
Les Barbouzes évoqués par les Frères Jacques seraient plutôt des « gorilles » (protection rapprochée des chefs d'État), une fonction qu'exerce épisodiquement Dominique Ponchardier (nom de plume Antoine Dominique) auprès du général de Gaulle.
Dans sa chanson Dans mon H.L.M., Renaud décrit une barbouze raciste qui vivrait dans son H.L.M. fictif.

### Bande dessinée
- Jacques Ferrandez et Maurice Attia, Alger la noire, Bruxelles, Casterman, 2012, 132 p. (ISBN 978-2-203-04565-1)

### Filmographie
- 1964 : Les Barbouzes, film franco-italien réalisé par Georges Lautner, avec Lino Ventura
- 1966 : Barbouze chérie (titre original Zarabanda bing bing), film italo-hispano-français, avec Mireille Darc
- 2015 : Espions privés : Barbouzes 2.0, documentaire de l'émission Spécial Investigation sur les pirates informatique / hackers [[ présentation en ligne]]

### Discographie
- Les Barbouzes, par Les Frères Jacques dans Long Box (composé par Jacques Debronckart)
- Les Barbouses, par Nancy Holloway dans La Perle Noire des Sixties.